# Wróblewo (powiat poznański)
Wróblewo – wieś w Polsce położona w województwie wielkopolskim, w powiecie poznańskim, w gminie Kostrzyn przy drodze wojewódzkiej nr 434.
W latach 1975–1998 miejscowość należała administracyjnie do województwa poznańskiego.